# Taoismus

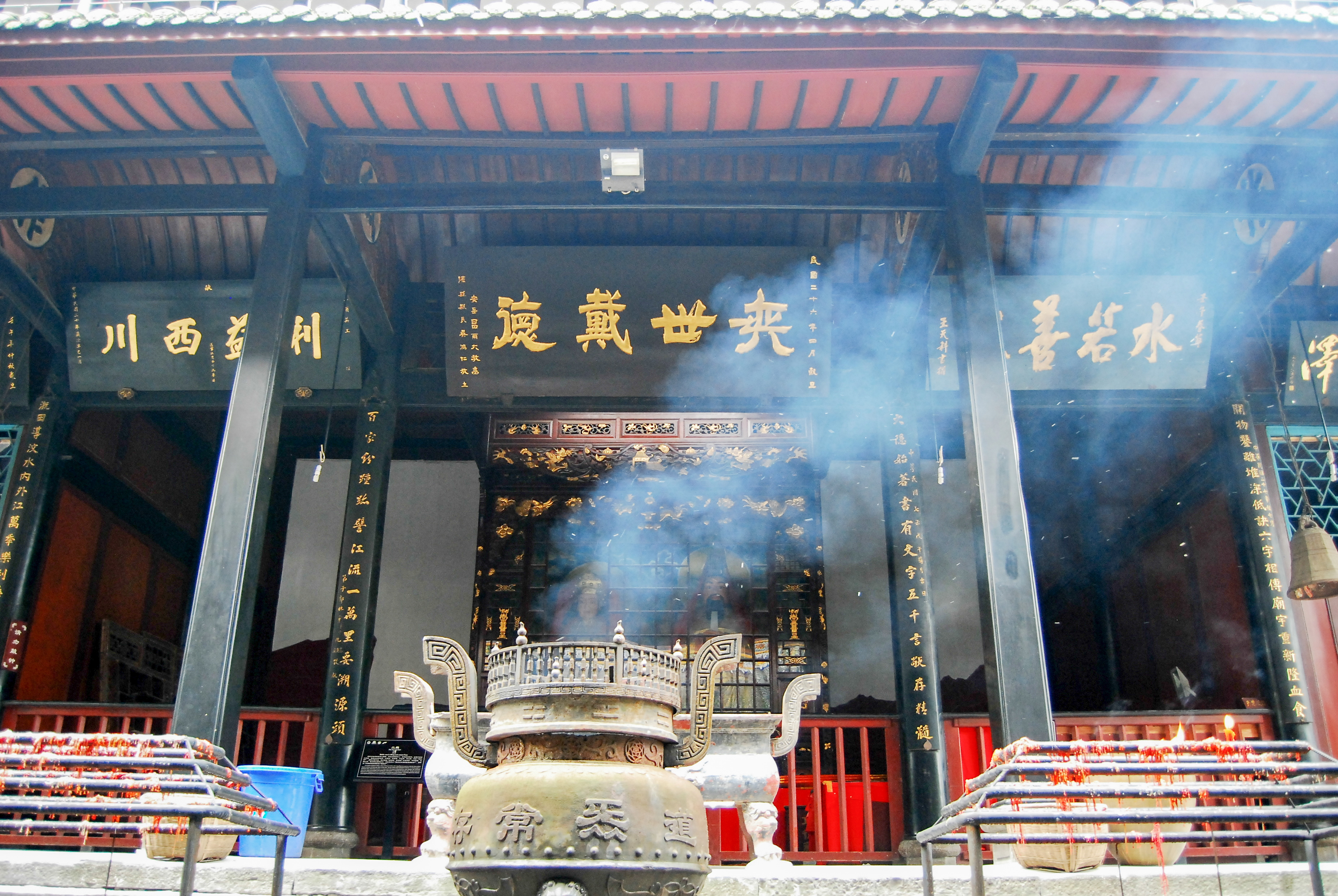
Taoistický chrám v čínském S’-čchuanu

Taoismus (někdy psaný jako daoismus) je filozofická škola čínského původu. Někdy je chápán i jako náboženství (v čínštině se taoistické náboženství označuje pojmem tao-ťiao, kdežto filozofické učení mírně odlišným pojmem tao-ťia, v češtině ani jiných jazycích se ovšem tyto pojmy neodlišují). Jádrem filozofie i uctívání je princip tao (v původním významu "cesta"), který je pro taoisty zdrojem, vzorem a podstatou všeho, co existuje. Taoisté věří, že lze dosáhnout stavu dokonalosti, když se s rytmy a cykly tao synchronizují. Taoistická etika se liší v závislosti na konkrétní škole, ale důraz je kladen zejména na "tři poklady": soucit, úspornost a pokoru. Důležitý je též koncept wu wej, který je znám i v konfucianismu, a který nabádá k volně plynoucí spontánnosti ("čin bez námahy a úmyslu") vyvěrající z osobní harmonie (u taoistů ze sladění s tao). Kořeny taoismu sahají minimálně do 4. století před naším letopočtem. Zásadní vliv na jeho vznik měla kniha Tao te ťing (Kniha o cestě a ctnosti), která je připisována učenci Lao C'. Raný taoismus byl též ovlivněn filozofem Čuang-c' (autorem stejnojmenného textu, který je druhým nejdůležitějším v taoismu), filozofem Sün-c’, čínskou naturalistickou školou, která rozpracovala filozofii jinu a jangu, a učením Šen Pu-chaje, který rozvinul koncept wu wej. Taoismus měl v průběhu staletí hluboký vliv na čínskou kulturu a hluboce do ní prorostl, takže získal i své lidové formy. Taoističtí duchovní, tzv. Mistři Tao (tao-š'), nicméně striktně oddělují "pravý taoismus" od různých rituálů čínského lidového náboženství, které byly taoismem ovlivněny. Zřetelný vliv měl taoismus též na tradici zenu, čínskou alchymii (zejména nej-tan), čínskou astrologii, několik bojových umění, tradiční čínskou medicínu, feng-šuej a mnoho stylů cvičení čchi-kung. Taoistická tradice je dnes jednou z pěti náboženských doktrín oficiálně uznaných a do jisté míry podporovaných Čínskou lidovou republikou, v rámci obrany proti cizím kulturním vlivům a novým náboženským hnutím. Je také hlavním náboženstvím na Tchaj-wanu a značný vliv si uchovává v jihovýchodní Asii. Taoismus ovšem ve 20. století silně ovlivnil i západní svět, byl jím ovlivněn například Carl Gustav Jung, hnutí new age a jeho představitel Fritjof Capra, nebo tzv. hlubinná ekologie.

## Věrouka

Čínský znak Tào nebo Dào (cesta).

Symbol Jin a jang s osmi hexagramy z I-ťingu

Dle Tao Te ťing platí, že Tao plodí jedno (jednotu, harmonii). Jedno plodí dvě (protiklady, jin jang). Dvě plodí tři (Nebesa, Zemi a mudrce). Tři plodí všechny věci. Tao te ťing je také praktickou a mnohdy vtipnou „příručkou“ pro vládce jak rozumně spravovat zemi ("Moudrý muž vyprazdňuje jejich (lidu) srdce (jako sídlo vášní a emocí) a naplňuje jejich mysl (V doslovném překladu břicho, to je ale v čínské mytologii nositelem mysli/ducha) - zpevňuje jejich kosti a zbavuje lid vášní"). Nebesa určují řád Zemi a pojítkem mezi nebem a zemí je vládce, který by měl být mudrcem.
K pochopení taoismu je zapotřebí především pochopení „čínského myšlení“. To je postaveno na několika principech:
- Svět je v neustálém pohybu
- Stálost neexistuje
- Detail nelze oddělit od celku
- Celek nelze oddělit od detailu
- Protiklady harmonizují krajnosti

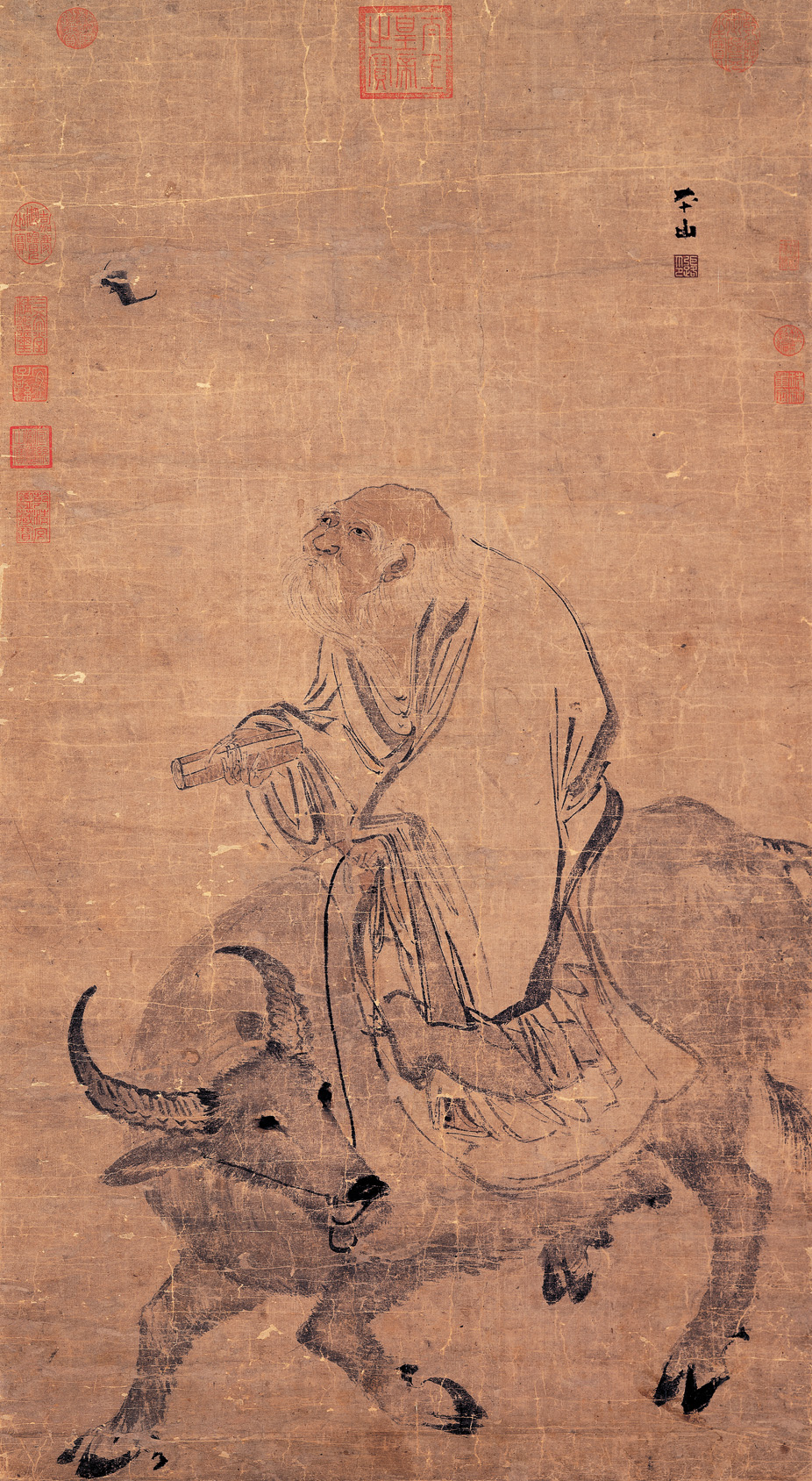
Lao-c’

Lidové náboženství uctívalo mnoho bohů. Také díky němu se taoismus začal měnit v náboženský systém. Uctíval hvězdné bohy (viz panteon) a spravoval i vlastní církve.
Nad všemi hvězdnými bohy stojí Nefritový císař (pinyin: (Jü-Chuang) nebo (Jü-Ti)). Pod ním trojice stvořitelských bohů Tři čistoty (pinyin: (San-Čching)).
Významnou roli hraje také Osm nesmrtelných (Pa-sien). Mezi nejuctívanější bohy patří Kuan-jin (bohyně soucitu) nebo Cao-wang, (ochránce domácího krbu).
V taoismu také nalezneme prvky magie, alchymie a šamanismu, ze kterého také vzešel. Náboženský taoismus (tao t'iao) měl největší rozkvět v 6.-8. století. V dnešní době najdeme náboženský taoismus zejména na Tchaj-wanu.

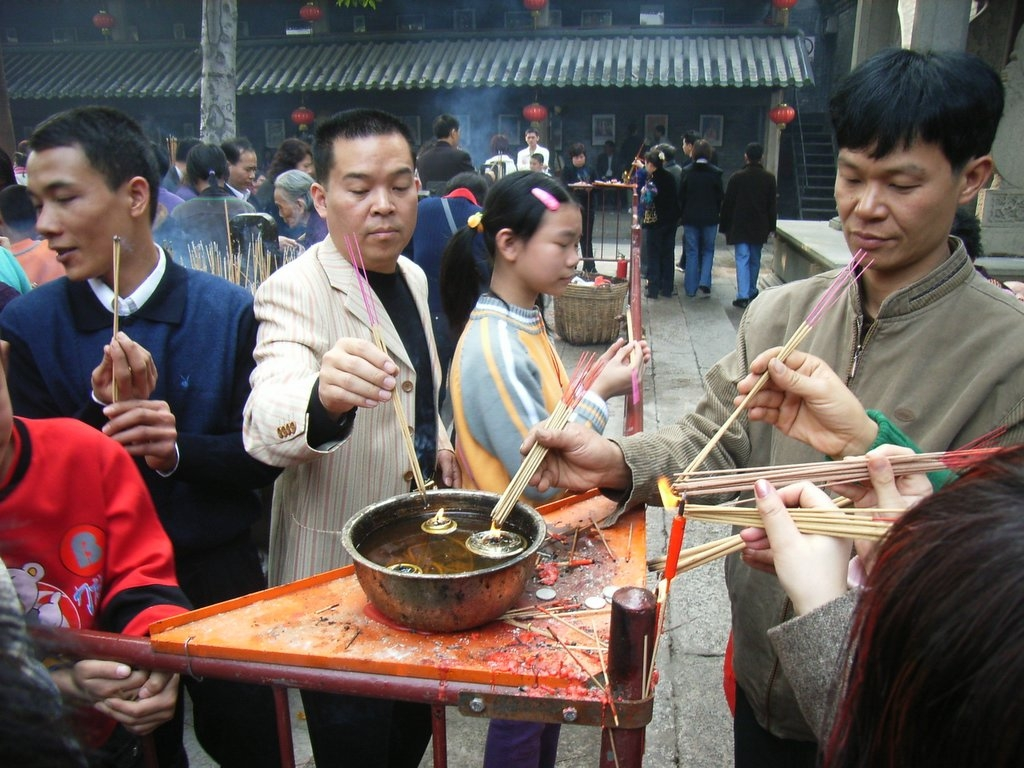
Věřící v taoistickém chrámu ve Fo-šanu

Toto čínské učení hlásá návrat k přirozenosti prostřednictvím ne-zasahování (Moudrý muž dělá, ale neužívá toho, co je uděláno. Tvoří, ale nevládne tomu, co je stvořeno. Dokončuje díla, ale nevychloubá se).
Taoisté ve své filozofii rozvinuli jednu z významných myšlenek čínské filozofické spekulace – myšlenku o vzájemném propojení přírodního řádu a lidského života. Základní silou vesmíru je tao, pralátka vesmíru, jeho prapříčina.
„Tao je odvěké na rozdíl od věcí, které vznikají a zase zanikají.“
V Japonsku se uplatňoval především ve formě učení o harmonizaci kosmických protikladů jin a jang, jako osnova věšteb a kalendáře.

## Tao te-ťing

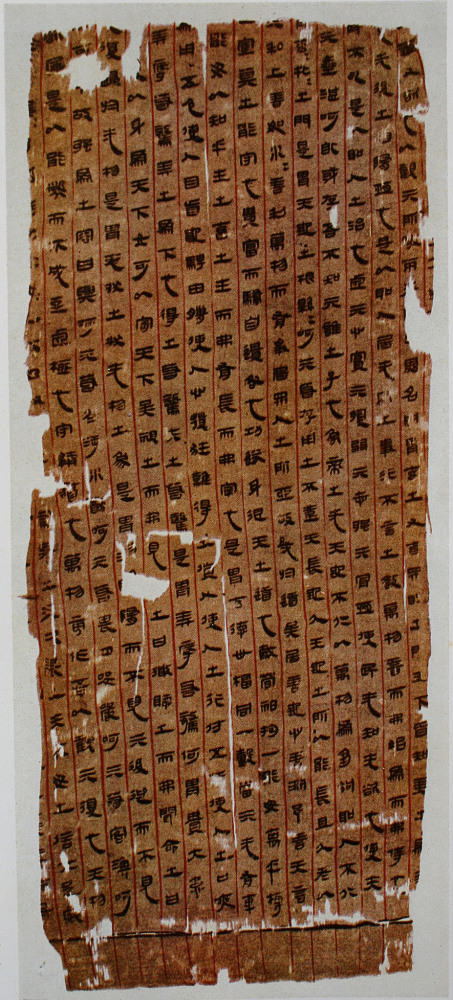
Rukopis Tao te-ťingu z 2. století, období dynastie Chan

Autorství této knihy je připisováno Starému mistrovi (Lao-c'), její dokončení se odhaduje okolo 3. století př. n. l. Toto datum je však velmi sporné. Někde se uvádí, že ji Lao-c´ napsal okolo roku 600 př. n. l. Stejně tak ani není prokázána historická existence Lao-c´.
Tato kanonická kniha je rozdělena na dvě části:
1. Tao-ťing – Kniha o tao (cestě)
2. Te-ťing – Kniha o principu te (ctnosti)

V Tao te-ťingu se rozvíjejí dva úzce spojené tematické okruhy – otázky kosmologické a představa ideálního panovníka a způsobu jeho vlády.

## Etika Tao

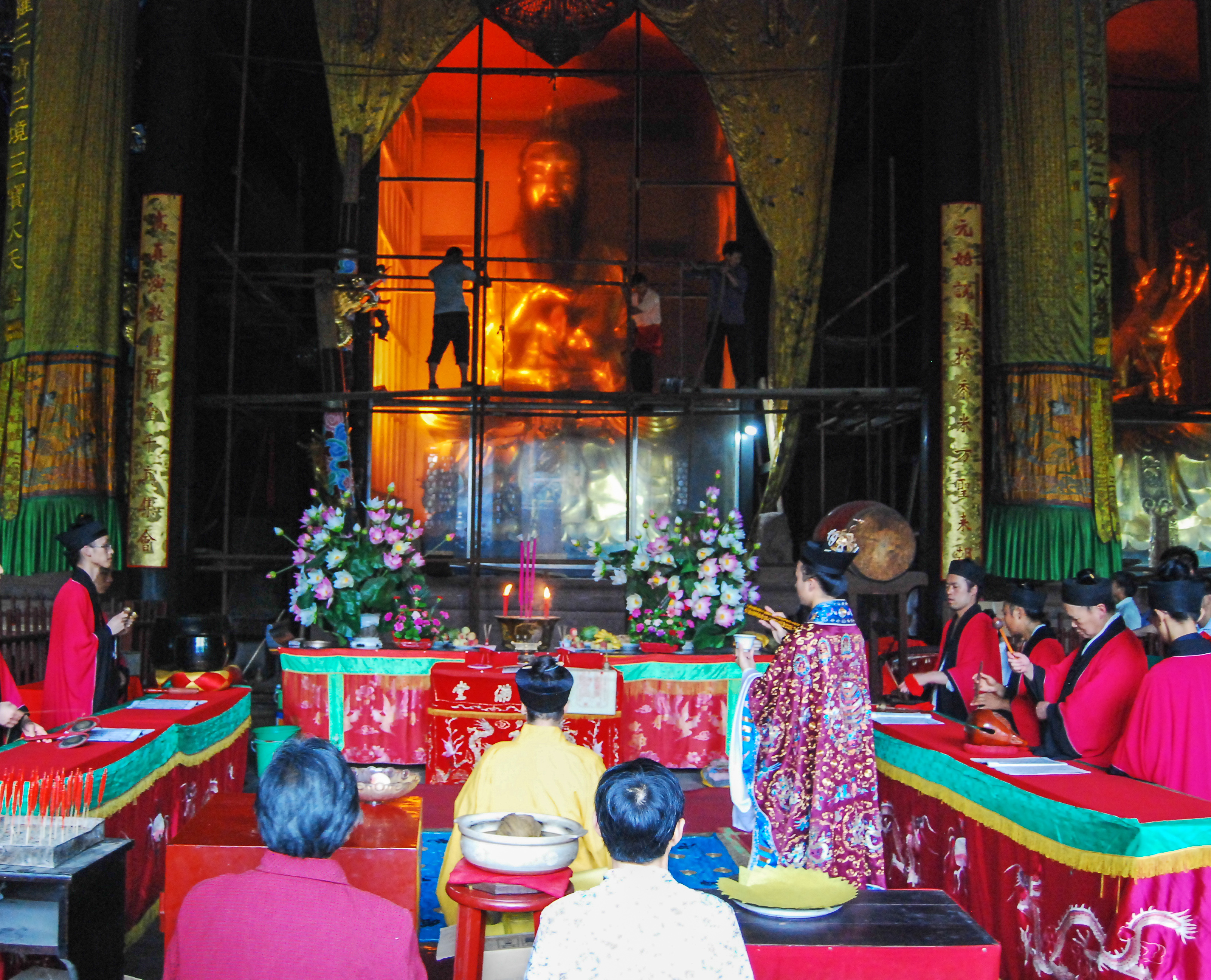
Taoistický rituál v čínském Čcheng-tu

Smyslem života je naučit se následovat cestu kosmických sil, přírodu. Klíčovým pojmem je wu-wej, tedy aktivní nečinění – člověk se má stát nádobou, kterou protéká tao.
Klíčem k etice Tao te-ťingu je prostota:
- prostý člověk nedbá o zisk, chytrost, obratnost, egoismus a smělá přání
- osvícený člověk je nezaujatý a navrací se k dětské prostotě
- je zbaven pout, je měkký, a právě proto je s to vše přemoci – neboť měkké přemáhá tvrdé

„Člověk se spravuje mírou země, země mírou nebes, nebesa mírou tao a tao mírou sebe sama.“

## Principy
V souhrnu můžeme říci, že taoismus má principy celkem tři:
1. tao (vesmírná síla, individuální přirozenost, jedno, cesta jako cíl)
2. te (ctnost, projev taa)
3. wu-wej (usilovat neúsilím, znamená nechat věcem volný průběh, prorážet kámen s měkkostí vody)